# El show de Xuxa (Telefé)
El Show de Xuxa es un programa de televisión infantil argentino conducido por la presentadora y actriz brasileña Xuxa. Fue la versión del famoso Xou da Xuxa que se realizó en ese país, y que alcanzó un éxito sin precedentes. La versión en español de "Xou da Xuxa" fue de una gran calidad, y tan bien recibida y celebrada que hasta hoy es recordado como el programa infantil más entrañable de los últimos tiempos.
La idea de adaptar el programa original surgió luego de que la Cadena Globo iniciara un estudio de mercado en Argentina en 1989, y luego de la exitosa presentación de Xuxa en el Festival de Viña del Mar de Chile en febrero de 1990, deciden firmar un contrato con Telefe, desestimando la propuesta de un importante empresario mexicano para transmitir el programa desde su país. Se estrenó en Argentina el 6 de mayo de 1991 en el horario de 17 a 18. Paulatinamente más países fueron comprando el formato, y se llegó a transmitir hasta en 17 otros países.

## Acerca del programa
La dirección seguía a cargo de Marlene Mattos, y la idea era seguir los patrones del original brasileño.
Sin embargo, esta versión del programa tuvo pequeñas diferencias, como la entrada de la presentadora bajando de su nave consagrada y el número de paquitas, que se redujo de 8 a 6, con 4 brasileñas que se turnaban cada semana. Con la necessidad luego buscaron dos chicas locales, donde en el programa de Navidad de 1991, luego de un largo casting, fueron escogidas Julieta Cardinali y Karina Rivero. Toda la puesta en escena se utilizó previamente en las temporadas brasileñas hechas anteriormente y se trajo una semana antes de grabar en cinco camiones: el plato volador, la rampa, los toboganes, las calesitas, la gladiadora y los cestos de basura con forma de hongos. Todo fue realizado utilizando materiales que no lastimaran a los chicos, como fibra de vidrio y madera balsa, entre otras cosas. Se incluyeron carteles contra la droga y a favor de la ecología que adornaban el estudio. Los elementos de vestuario que utilizó la presentadora y las paquitas fueron los mismos que los utilizados en Brasil y fueron diseñados por la estilista brasileña Sandra Bandeira. Otra gran diferencia fue el tamaño del auditorio disponible para el programa, mientras que en Brasil solo se permitieron 500 personas, en Argentina la capacidad del estudio permitía la presencia de más de 5,000 personas.
Otra diferencia con relación a Brasil fue que el programa se emitía durante los fines de semana y se grababa todo a la vez, lo cual fue motivado por el poco tiempo disponible por parte del presentadora para las grabaciones. Xuxa no se quedaba mucho tiempo en Buenos Aires porque tenía diversos compromisos en su país de origen. Es así que todo el equipo arribaba el viernes por la mañana y grababan los dos programas necesarios para la semana de manera rápida y continua, donde el estudio albergaba aproximadamente cerca de 100 chicos que participaban de los juegos. Debido a la similitud de los dos idiomas, Xuxa cometía algunos errores de lengua castellana y en esa época siempre tenía a una profesora del idioma a mano para sacarla de cualquier apuro; por último el coreógrafo uruguayo Oswald Berry marcaba los pasos de baile para todas las personas del estudio. 

### El comienzo
El programa comenzaba cuando Xuxa salía de la nave con un traje deslumbrante cantando Dulce Miel, aunque este comienzo fue cambiando posteriormente a canciones como Xuxa Park o El show de Xuxa Comenzó. Saludaba a su tribuna, a los bajitos que habían asistido al set de grabaciones y a todos los bajitos de habla hispana. Alternaba su programa entre canciones, juegos, consejos, y cada bloque lo cerraba cantando una canción de sus discos multiplatino. Además de las Paquitas tuvo a las mellizas, a Praga y a Dengue. A diferencia del programa brasileño, en el comienzo. este programa no era visto solo por niños, sino por gente de todas las edades. Xuxa hizo giras y conciertos para aumentar su popularidad en Uruguay, Chile, Paraguay, Bolivia, Ecuador, Colombia, Puerto Rico y México.

### Las Paquitas
Además de estas giras y con el objetivo de incrementar la audiencia en los países de habla hispana, Xuxa da inicio al concurso de la "Super Paquita", el premio sería un contrato con Xuxa Producciones  y un auto cero kilómetro. Los países que se sumaron a esta iniciativa fueron 9: Ecuador, Paraguay, Puerto Rico, Estados Unidos, Chile, Panamá, Bolivia, Guatemala y Uruguay, siendo la ganadora del concurso la representante del Uruguay, la futura estrella Natalia Oreiro, cuya victoria en el concurso fue lo que la catapultó a su carrera como actriz y cantante. Otras Paquitas que alcanzaron más notoriedad fueron Julieta Cardinali de Argentina, Pamela Cortés de Ecuador y Maricielo Effio de Perú.

### Fin del programa
El programa pasó a Canal 13 en 1993 y llegó a su fin el 31 de diciembre de ese año, con una muy emotiva despedida. Xuxa dio paso a otros proyectos profesionales como Xuxa (versión del programa en habla inglesa en los Estados Unidos), y compromisos en su país natal como la versión local de  Xuxa Park. La popularidad y el cariño que tanto Xuxa como su programa se ganaron de los argentinos permanece hasta el día de hoy, al igual que el que le profesan sus miles de fanes en gran parte del continente americano y España.